# Profecia do fim do mundo em 2011
A profecia do fim do mundo em 2011 foi feita por Harold Camping. Segundo ele, o mundo acabaria em 21 de maio de 2011. Nesse dia, ocorreria o Arrebatamento, minutos após o Arrebatamento, começaria um juízo final de cinco meses, de acordo com o versículo bíblico Apocalipse 9:5, e após esses cinco meses (21 de outubro de 2011), esse mundo seria destruído com fogo.
Harold Camping é proprietário e presidente de uma empresa de rádio e televisão chamada Family Radio. Camping previu em 1992 que Jesus iria voltar a Terra em 6 de setembro de 1994, mas ele admitiu algum erro de cálculo nesta profecia para 1994. Segundo o Harold Camping, em 21 de maio de 1988, foi o último dia da Era da Igreja, que começou com a crucificação de Jesus Cristo na cruz. E que a Grande Tribulação que começou no dia 21 de maio de 1988, teria duração de 23 anos.
Segundo a doutrina cristã de Harold Camping, 200 milhões de pessoas seriam arrebatadas no dia 21 de maio de 2011. Harold Camping e seus seguidores se basearam no número de salvos no versículo bíblico Apocalipse 9:16. Harold Camping também afirma que o mundo de Adão até os dias atuais tiveram cerca de 14 bilhões de pessoas, enquanto que há cerca de 7 bilhões de pessoas vivas neste planeta atualmente, ou seja, uma metade já morta e outra metade viva. Porém, desses 14 bilhões de pessoas, Deus escolheu 200 milhões de pessoas para serem os seus eleitos.
O dia 21 de Maio de 2011 foi decepcionante para o Family Radio. O fim do mundo que estava marcado para as 18 horas, no horário da Nova Zelândia não aconteceu como previsto. A previsão foi adiada para meia noite, horário de Jerusalém, porém novamente não se cumpriu a previsão.
Como a profecia do Harold Camping para esse dia não se concretizou, ele remarcou o fim do mundo para 21 de outubro de 2011. Ele disse que como Deus é misericordioso, ele não puniria a humanidade por 5 meses. Ele também disse que o que aconteceu no dia 21 de maio de 2011 era um Julgamento de Deus sobre a Terra espiritual e que no dia 21 de outubro de 2011 seria sim a verdadeira data para o Arrebatamento e ao mesmo tempo o fim do mundo, o que também não se concretizou.
Em 2012, Camping se desculpou publicamente por seu palpite “incorreto e pecaminoso”, conforme classificou na ocasião, e disse que cometeu um erro de cálculo. “Não sou um gênio. Rezo o tempo todo por sabedoria”, alegou. Após este caso, porém, ele anunciou que não divulgaria novas previsões.